# Hylotorus
Hylotorus – rodzaj myrmekofilnych chrząszczy z podrodziny Paussinae, rodziny biegaczowatych. Należy tu siedem gatunków, opisanych z Afryki tropikalnej. Znajdywano je w koloniach mrówek Pheidole sp.

## Gatunki
Do rodzaju zaliczane są następujące gatunki:
- Hylotorus basilewskyi Luna de Carvalho, 1974
- Hylotorus blanchardi Raffray, 1882
- Hylotorus bucephalus (Gyllenhal, 1817)
- Hylotorus caroli Reichensperger, 1913
- Hylotorus hottentotta Westwood, 1874
- Hylotorus sebakuanus (Peringuey, 1908)
- Hylotorus uelensis Reichensperger, 1925